# Platysenta proxima
Platysenta proxima là một loài bướm đêm trong họ Noctuidae.